# Tournoi de clôture du championnat du Guatemala de football 2008
Navigation
Saison précédente Saison suivante
Le Tournoi Clausura 2008 est le dix-huitième tournoi saisonnier disputé au Guatemala.
C'est cependant la 65e fois que le titre de champion du Guatemala est remis en jeu.
Lors de ce tournoi, le CD Jalapa a tenté de conserver son titre de champion du Guatemala face aux neuf meilleurs clubs guatémaltèques.
Chacun des dix clubs participant était confronté deux fois aux neuf autres équipes. Puis les six meilleurs se sont affrontés lors d'une phase finale à la fin du tournoi.
Seulement une place était qualificative pour la Ligue des champions de la CONCACAF.

## Les 10 clubs participants
| \| Guatemala: CSD Comunicaciones CSD Municipal Guatemala CD Heredia CD Jalapa Deportivo Malacateco Deportivo Marquense Guatemala Deportivo Petapa Deportivo Suchitepéquez Xelaju MC Deportivo Zacapa \| Localisation des clubs. |
| Guatemala: CSD Comunicaciones CSD Municipal Guatemala CD Heredia CD Jalapa Deportivo Malacateco Deportivo Marquense Guatemala Deportivo Petapa Deportivo Suchitepéquez Xelaju MC Deportivo Zacapa                               |

Ce tableau présente les dix équipes qualifiées pour disputer le championnat 2007-2008. On y trouve le nom des clubs, le nom des stades dans lesquels ils évoluent ainsi que la capacité et la localisation de ces derniers.
| Club                    | Stade                                | Capacité | Ville             |
| CSD Comunicaciones      | Stade Mateo Flores                   | 30 000   | Guatemala City    |
| CD Heredia              | Stade Julián Tesucún                 | 8 000    | San José          |
| CD Jalapa               | Stade Las Flores                     | 15 000   | Jalapa            |
| Deportivo Malacateco    | Stade Santa Lucía                    | 7 000    | Malacatán         |
| Deportivo Marquense     | Stade Marquesa de la Ensenada        | 10 000   | San Marcos        |
| CSD Municipal           | Stade Mateo Flores                   | 30 000   | Guatemala City    |
| Deportivo Petapa (en)   | Stade Municipal de San Miguel Petapa | 7 000    | San Miguel Petapa |
| Deportivo Suchitepéquez | Stade Carlos Salazar Hijo            | 12 000   | Mazatenango       |
| Xelaju MC               | Stade Mario Camposeco                | 11 000   | Quetzaltenango    |
| Deportivo Zacapa        | Stade David Ordoñez Bardales         | 10 000   | Zacapa            |

## Compétition
Le tournoi Clausura se déroule de la même façon que les tournois saisonniers précédents, en deux phases :
- La phase de qualification : les vingt-deux journées de championnat.
- La phase finale : les matchs aller-retour allant des quarts de finale à la finale.

### Phase de qualification
Lors de la phase de qualification les dix équipes affrontent à deux reprises les neuf autres équipes selon un calendrier tiré aléatoirement.
Les deux meilleures équipes sont qualifiées directement pour les demi-finales et les quatre suivantes pour les quarts de finale.
Le classement est établi sur le barème de points classique (victoire à 3 points, match nul à 1, défaite à 0).
Le départage final se fait selon les critères suivants :
- Le nombre de points.
- La différence de buts générale.
- Le nombre de buts marqué.

#### Classement
| Rang | Équipe                  | Pts | J  | G  | N  | P  | Bp | Bc | Diff |
| ---- | ----------------------- | --- | -- | -- | -- | -- | -- | -- | ---- |
| 1    | CSD Comunicaciones      | 35  | 18 | 10 | 5  | 3  | 36 | 18 | +18  |
| 2    | CSD Municipal           | 35  | 18 | 10 | 5  | 3  | 34 | 16 | +18  |
| 3    | Deportivo Petapa (en)   | 30  | 18 | 9  | 3  | 6  | 22 | 21 | +1   |
| 4    | Xelaju MC               | 25  | 18 | 5  | 10 | 3  | 16 | 16 | 0    |
| 5    | Deportivo Suchitepéquez | 25  | 18 | 6  | 7  | 5  | 21 | 25 | -4   |
| 6    | Deportivo Marquense     | 24  | 18 | 6  | 6  | 6  | 24 | 19 | +5   |
| 7    | Deportivo Zacapa        | 21  | 18 | 5  | 6  | 7  | 23 | 27 | -4   |
| 8    | CD Jalapa T             | 21  | 18 | 5  | 6  | 7  | 17 | 22 | -5   |
| 9    | CD Heredia              | 13  | 18 | 2  | 7  | 9  | 18 | 29 | -11  |
| 10   | Deportivo Malacateco P  | 12  | 18 | 3  | 3  | 12 | 10 | 28 | -18  |

| Légende : Qualifications et relégations | Légende : Qualifications et relégations          |
| --------------------------------------- | ------------------------------------------------ |
|                                         | Qualifié pour les demi-finales                   |
|                                         | Qualifié pour les quarts de finale               |
|                                         | T Tenant du titre P Promu de la saison 2006-2007 |

#### Matchs
| Résultats (▼dom., ►ext.)                                   | Com | Her | Jal | Mal | Mar | Mun | Pet | Suc | Xel | Zac |
| CSD Comunicaciones                                         |     | 6-0 | 1-1 | 1-0 | 1-2 | 1-1 | 3-0 | 3-1 | 1-1 | 2-2 |
| CD Heredia                                                 | 2-4 |     | 1-1 | 4-0 | 1-0 | 0-2 | 1-1 | 1-1 | 0-0 | 1-1 |
| CD Jalapa                                                  | 0-1 | 2-2 |     | 2-0 | 1-1 | 1-0 | 1-2 | 2-0 | 0-0 | 2-0 |
| Deportivo Malacateco                                       | 0-1 | 1-0 | 2-1 |     | 2-1 | 1-2 | 0-2 | 0-0 | 0-1 | 1-1 |
| Deportivo Marquense                                        | 4-2 | 3-2 | 1-2 | 0-0 |     | 1-1 | 0-1 | 2-0 | 1-1 | 5-1 |
| CSD Municipal                                              | 1-1 | 1-0 | 6-0 | 3-1 | 1-1 |     | 0-1 | 3-1 | 2-0 | 1-0 |
| Deportivo Petapa (en)                                      | 0-2 | 1-0 | 1-0 | 3-0 | 1-2 | 0-3 |     | 1-1 | 4-3 | 3-2 |
| Deportivo Suchitepéquez                                    | 2-1 | 2-2 | 0-0 | 1-0 | 1-0 | 5-4 | 2-1 |     | 1-1 | 2-1 |
| Xelaju MC                                                  | 0-3 | 1-0 | 2-1 | 2-0 | 0-0 | 0-0 | 1-0 | 1-1 |     | 0-0 |
| Deportivo Zacapa                                           | 1-2 | 2-1 | 2-0 | 3-2 | 1-0 | 2-3 | 0-0 | 2-0 | 2-2 |     |
| - Victoire à domicile - Match nul - Victoire à l'extérieur |     |     |     |     |     |     |     |     |     |     |

### Classement cumulatif
| Rang | Équipe                  | Pts | J  | G  | N  | P  | Bp | Bc | Diff |
| ---- | ----------------------- | --- | -- | -- | -- | -- | -- | -- | ---- |
| 1    | CSD Municipal C         | 66  | 36 | 18 | 12 | 6  | 65 | 34 | +31  |
| 2    | CSD Comunicaciones      | 62  | 36 | 17 | 11 | 8  | 63 | 36 | +27  |
| 3    | Xelaju MC               | 50  | 36 | 12 | 14 | 10 | 30 | 38 | -8   |
| 4    | Deportivo Suchitepéquez | 49  | 36 | 12 | 13 | 11 | 53 | 52 | +1   |
| 5    | CD Jalapa C             | 49  | 36 | 12 | 13 | 11 | 49 | 48 | +1   |
| 6    | Deportivo Petapa (en)   | 49  | 36 | 12 | 13 | 11 | 42 | 50 | -8   |
| 7    | Deportivo Marquense     | 48  | 36 | 12 | 12 | 12 | 45 | 46 | -1   |
| 8    | Deportivo Zacapa        | 45  | 36 | 11 | 12 | 13 | 54 | 58 | -4   |
| 9    | CD Heredia              | 32  | 36 | 7  | 11 | 18 | 40 | 55 | -15  |
| 10   | Deportivo Malacateco P  | 32  | 36 | 9  | 5  | 22 | 26 | 50 | -24  |

| Légende : Qualifications et relégations | Légende : Qualifications et relégations                                        |
| --------------------------------------- | ------------------------------------------------------------------------------ |
|                                         | Ligue des champions de la CONCACAF 2008-2009 (Phase de groupes)                |
|                                         | Ligue des champions de la CONCACAF 2008-2009 (Tour préliminaire)               |
|                                         | Qualifié pour les barrages de promotion/relégation                             |
|                                         | Relégué en Primera División de Guatemala                                       |
|                                         | C Vainqueur d'un des deux tournois de la saison P Promu de la saison 2006-2007 |

### Barrages de promotion/relégation
Les huitième et neuvième du championnat affrontent respectivement les troisième et deuxième de la Primera División de Guatemala. En cas d'égalité sur la somme des deux matchs, c'est l'équipe ayant marqué le plus de buts à extérieur qui l'emporte puis une prolongation et une séance de tirs au but ont éventuellement lieu.
| Club             | Aller | Retour | Club                      | Commentaire                                  |
| Deportivo Zacapa | 0-1   | 3-1    | Deportivo Coatepeque (en) |                                              |
| CD Heredia       | 2-3   | 3-2    | Universidad SC            | L'Univ. SC (en) l'emporte 4 tirs au but à 3. |

### La phase finale
Les six équipes qualifiées sont réparties dans le tableau final d'après leur classement général, le premier affrontant lors des demi-finales le vainqueur du quart opposant le quatrième au cinquième et le deuxième affrontant le vainqueur du quart opposant le troisième au sixième.
En cas d'égalité sur la somme des deux matchs, c'est l'équipe ayant marqué le plus de buts à extérieur qui l'emporte puis une prolongation et une séance de tirs au but ont éventuellement lieu.

#### Tableau
|  |                         |               |                         |               |                       |     |   |            |            |            |            |                    |     |   |        |        |        |        |        |  |  |
|  | 1/4 de finale           | 1/4 de finale | 1/4 de finale           | 1/4 de finale | 1/4 de finale         |     |   | 1/2 finale | 1/2 finale | 1/2 finale | 1/2 finale | 1/2 finale         |     |   | Finale | Finale | Finale | Finale | Finale |  |  |
|  |                         |               |                         |               |                       |     |   |            |            |            |            |                    |     |   |        |        |        |        |        |  |  |
|  |                         |               |                         |               |                       |     |   |            |            |            |            |                    |     |   |        |        |        |        |        |  |  |
|  |                         |               |                         |               |                       |     |   |            |            |            |            |                    |     |   |        |        |        |        |        |  |  |
|  |                         |               |                         |               |                       |     |   |            |            |            |            |                    |     |   |        |        |        |        |        |  |  |
|  |                         |               |                         |               |                       |     |   |            |            |            |            |                    |     |   |        |        |        |        |        |  |  |
|  | CSD Comunicaciones      | (1)           | 2                       | 1             |                       |     |   |            |            |            |            |                    |     |   |        |        |        |        |        |  |  |
|  | CSD Comunicaciones      | (1)           | 2                       | 1             |                       |     |   |            |            |            |            |                    |     |   |        |        |        |        |        |  |  |
|  |                         |               | Deportivo Suchitepéquez | (5)           | 0                     | 2   |   |            |            |            |            |                    |     |   |        |        |        |        |        |  |  |
|  | Xelaju MC               | (4)           | Deportivo Suchitepéquez | (5)           | 0                     | 2   | 0 | 1          |            |            |            |                    |     |   |        |        |        |        |        |  |  |
|  | Xelaju MC               | (4)           |                         |               |                       |     |   |            |            |            |            |                    |     |   |        |        |        |        |        |  |  |
|  | Deportivo Suchitepéquez | (5)           | 2                       | 0             |                       |     |   |            |            |            |            |                    |     |   |        |        |        |        |        |  |  |
|  | Deportivo Suchitepéquez | (5)           | 2                       | 0             |                       |     |   |            |            |            |            | CSD Comunicaciones | (1) | 1 | 2      |        |        |        |        |  |  |
|  |                         |               |                         |               |                       |     |   |            |            |            |            | CSD Comunicaciones | (1) | 1 | 2      |        |        |        |        |  |  |
|  |                         | CSD Municipal | (2)                     | 3             | 1                     |     |   |            |            |            |            |                    |     |   |        |        |        |        |        |  |  |
|  | Deportivo Petapa (en)   | CSD Municipal | (2)                     | 3             | 1                     | (3) | 0 | 2          |            |            |            |                    |     |   |        |        |        |        |        |  |  |
|  | Deportivo Petapa (en)   |               |                         |               |                       |     | 0 | 2          |            |            |            |                    |     |   |        |        |        |        |        |  |  |
|  | Deportivo Marquense     | (6)           | 1                       | 0             |                       |     |   |            |            |            |            |                    |     |   |        |        |        |        |        |  |  |
|  | Deportivo Marquense     | (6)           | 1                       | 0             | Deportivo Petapa (en) | (3) | 1 | 0          |            |            |            |                    |     |   |        |        |        |        |        |  |  |
|  |                         |               |                         |               |                       | (3) | 1 | 0          |            |            |            |                    |     |   |        |        |        |        |        |  |  |
|  |                         |               | CSD Municipal           | (2)           | 0                     | 3   |   |            |            |            |            |                    |     |   |        |        |        |        |        |  |  |
|  |                         |               |                         |               |                       | 3   |   |            |            |            |            |                    |     |   |        |        |        |        |        |  |  |
|  |                         |               |                         |               |                       |     |   |            |            |            |            |                    |     |   |        |        |        |        |        |  |  |
|  |                         |               |                         |               |                       |     |   |            |            |            |            |                    |     |   |        |        |        |        |        |  |  |
|  |                         |               |                         |               |                       |     |   |            |            |            |            |                    |     |   |        |        |        |        |        |  |  |

#### Quarts de finale
| Club                  | Aller | Retour | Club                    | Commentaire |
| Xelaju MC             | 0-2   | 1-0    | Deportivo Suchitepéquez |             |
| Deportivo Petapa (en) | 0-1   | 2-0    | Deportivo Marquense     |             |

#### Demi-finales
| Club               | Aller | Retour | Club                    | Commentaire |
| CSD Comunicaciones | 2-0   | 1-2    | Deportivo Suchitepéquez |             |
| CSD Municipal      | 0-1   | 3-0    | Deportivo Petapa (en)   |             |

#### Finale
| Match aller | CSD Municipal    | 3:1 | CSD Comunicaciones | Stade Mateo Flores |  |
| 22 mai 2008 | Buteurs inconnus |     | Buteur inconnu     |                    |  |

| Match retour | CSD Comunicaciones | 2:1 | CSD Municipal  | Stade Mateo Flores |  |
| 25 mai 2008  | Buteurs inconnus   |     | Buteur inconnu |                    |  |

## Bilan du tournoi
| Tournoi de clôture du championnat de football du Guatemala 2008 |                      |
| Champion                                                        | CSD Municipal        |
| Dauphin                                                         | CSD Comunicaciones   |
| Coupes et trophées                                              |                      |
| Vainqueur Tour Préliminaire                                     | CD Jalapa            |
| Qualifications continentales                                    |                      |
| Ligue des champions 2008-2009 (Phase de groupes)                | CSD Municipal        |
| Ligue des champions 2008-2009 (Tour préliminaire)               | CD Jalapa            |
| Promotions et relégations                                       |                      |
| Promus en Liga Nacional de Guatemala                            | Deportivo Xinabajul  |
| Relégués en Primera División de Guatemala                       | Deportivo Malacateco |